# Angelus Exuro pro Eternus
Az Angelus Exuro pro Eternus a svéd Dark Funeral black metal együttes 2009-ben megjelent ötödik lemeze. Az albumot az Abyss stúdióban rögzítették Peter Tägtgren producerrel. A lemezen a kilépett Matte Modin dobos helyett Dominator játéka hallható. Az albumnak megjelent egy bónusz DVD-s verziója is, mely egy hat kamerával rögzített, 15 éves jubileumi koncertet rejt. A felvétel 2008-ban készült a svédországi P&L fesztiválon. A lemezen szereplő My Funeral című dalra videóklip is készült.

## Számlista
1. "The End of Human Race" - 4:43
2. "The Birth of The Vampiir" - 4:50
3. "Stigmata" - 5:06
4. "My Funeral" - 5:30
5. "Angelus Exuro pro Eternus" - 5:04
6. "Demons of Five" - 4:48
7. "Declaration of Hate" - 5:24
8. "In My Dreams" - 6:30
9. "My Latex Queen" - 5:21

## DVD számlistája
ÉLŐ - P&L FESZTIVÁL [Borlänge, Svédország, Június 28, 2008]
1. "Intro"
2. "King Antichrist"
3. "Diabolis Interium"
4. "The Secrets of the Black Arts"
5. "The Arrival of Satan's Empire"
6. "Goddess of Sodomy"
7. "666 Voices Inside"
8. "Vobiscum Satanas"
9. "Hail Murder"
10. "Atrum Regina"
11. "An Apprentice of Satan"

## Közreműködők
- Lord Ahriman – gitár
- Emperor Magus Caligula – ének
- Chaq Mol – gitár
- Dominator – dob